# Kathrin Bringmann

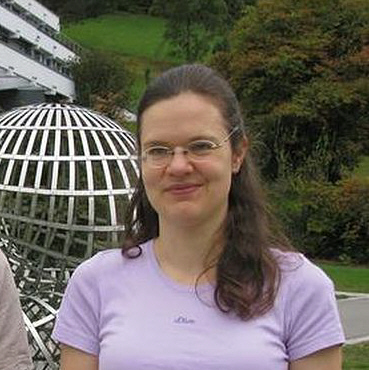
Kathrin Bringmann, Oberwolfach 2009

Kathrin Bringmann (* 8. Mai 1977 in Münster) ist eine deutsche Mathematikerin, die sich mit Zahlentheorie und Modulformen beschäftigt.
Bringmann studierte Mathematik und Theologie an der Universität Würzburg, mit dem Staatsexamens-Abschluss 2002 und dem Diplom in Mathematik 2003. 2004 wurde sie bei Winfried Kohnen an der Universität Heidelberg promoviert (Applications of Poincaré Series on Jacobi Groups). 2004 bis 2007 war sie Assistant Professor an der University of Wisconsin (Madison) bei Ken Ono, danach an der University of Minnesota (Minneapolis) und seit 2008 Professorin an der Universität Köln.
Mit Ken Ono entwickelte sie eine Theorie der Mock-Thetafunktionen von S. Ramanujan, die dieser gleichsam als letztes seiner „Probleme“ vor seinem Tod Godfrey Harold Hardy in einem (unvollständig erhaltenen) Brief in Form einiger Potenzreihenentwicklungs-Formeln mitteilte. Ono und Bringmann betteten die Mock-Thetafunktionen in die Theorie spezieller Modulformen (Maaßsche Wellenformen) ein, von denen sie zeigten, dass es unendlich viele gibt, und erzielten damit einen Durchbruch in einem lange offenen Problemkreis, dessen Bedeutung unter anderem von Freeman Dyson unterstrichen wurde. Speziell bewiesen sie eine Vermutung von George Andrews (1966) über die exakte Form der Koeffizienten der Reihenentwicklung der Mock-Thetafunktion. Die Mock-Thetafunktionen haben auch Verbindungen zur Theorie der Partitionen in der Zahlentheorie, aus der exakten Form der Koeffizienten ergeben sich Formeln für die Anzahl der Partitionen geraden und ungeraden Rangs.
2009 gewann sie den SASTRA Ramanujan Prize und 2009 den Alfried-Krupp-Förderpreis für junge Hochschullehrer. 2015 hielt sie die Emmy Noether Lecture der Deutschen Mathematiker-Vereinigung.

## Schriften (Auswahl)
- mit Ono: The f(q) mock theta function conjecture and partition ranks. Invent. Math. 165 (2006), no. 2, 243–266.
- mit Ono: Arithmetic properties of coefficients of half-integral weight Maass-Poincaré series. Math. Ann. 337 (2007), no. 3, 591–612.
- mit Ono: Dyson's ranks and Maass forms. Ann. of Math. (2) 171 (2010), no. 1, 419–449.
- mit Mahlburg: An extension of the Hardy-Ramanujan circle method and applications to partitions without sequences. Amer. J. Math. 133 (2011), no. 4, 1151–1178.
- mit Guerzhoy, Kent, Ono: Eichler-Shimura theory for mock modular forms. Math. Ann. 355 (2013), no. 3, 1085–1121.